# 海軍機關學校
海军机关学校（日语：／ Kaigun Kikan Gakkō ?）是旧日本海軍内专门培养轮机科（機関科）军官及士官的一所学校。海军机关学校的首次创办是在1881年（明治14年），1887年（明治20年）曾一度合并入海軍兵學校内。1893年（明治26年）海军机关学校再度创立，这次一直延续到1945年（昭和20年）太平洋战争结束废校为止。
海军机关学校与海軍兵學校（兵科）、海軍經理學校（主计科）并称“旧海军三校”。

## 历史

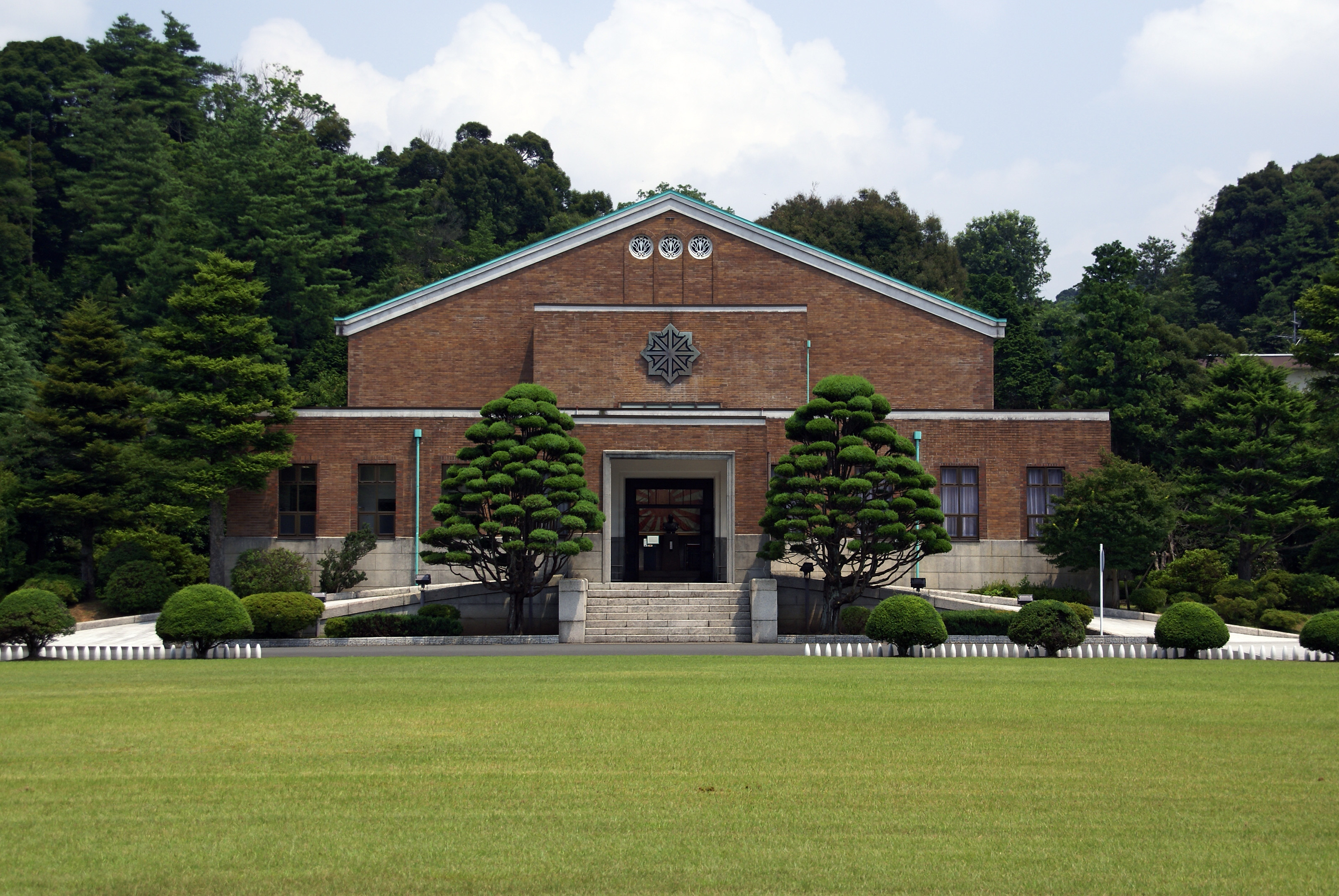
海军纪念馆 (日本)，原机关学校大講堂（今舞鹤总监部内）

明治初年创立海軍兵學寮时，学员都在同一所学校学习相关知识。1874年（明治7年）4月24日，日本海军根据外聘的英国教员的建议，为了让轮机学员能在横须贺造船所进行实地学习，而在横须贺村四番地征得一栋房舍，并在向山接收一栋官舍，就此开始办学，而学校始称兵学分校。1878年（明治11年）11年1月兵学分校搬迁到造船所，6月4日改称兵学校附属机关学校。1881年（明治14年）7月28日改成海军机关学校。1887年（明治20年）7月，机关学校由于机构改革而并入兵学校，原机关学校学生转移到筑地海军兵学校；因此机关学校第4期生也编入兵学校内，成为兵学校第16期生。而海军机关学校的名称由机关师和机关手养成所沿用。
由于日本海军体制的原因（如轮机系统的海军军官最多只能晋升至海军机关中将，也没有可能指挥军舰，遑论执掌舰队或者鎮守府等要职），导致兵科和轮机科合并办学时期，轮机科招生数量不足。为了解决这个问题，1890年（明治23年）10月18日，在兵学校内再次把将校科（兵科）和轮机科分设，对两者采取不同的培养方式。
1893年（明治26年）11月29日海军再次在横须贺设立海军机关学校，重新独立办学。日本海军在甲午战争后制定了第一期、第二期海军扩张计划，急需大量扩充轮机人员数量。为此校方在横须贺白滨征收民用土地，建设新校舍。1901年（明治34年）9月1日白滨新校舍落成，总建造费用26万余日元。
1923年（大正12年）日本发生關東大地震，机关学校的校舍全部烧毁，学校只能临时迁往江田岛海军兵学校内，与兵学校一起授课。1925年（大正14年）学校又迁往京都府中舞鹤。1927年（昭和2年），海军决定机关学校留在舞鹤办学；1928年起，从“震灾复旧费”中拨款，在原舞鹤海兵团旧址建设新校舍和设施。1930年（昭和5年）学校主要的4做校舍完工，部分设施则因天气问题一直到次年才完成。新校址学校建筑占地约40,000坪（132,231平方），另有20,000坪（66,116平方）的练兵场（1944年的小册子则提到校舍占地20万平方米，训练场5万平方米）。学校拥有一艘巡洋舰、一艘潜艇和一队驱逐舰作为练习舰，还有一艘1000吨左右的附属舰艇也可以作为练习舰。

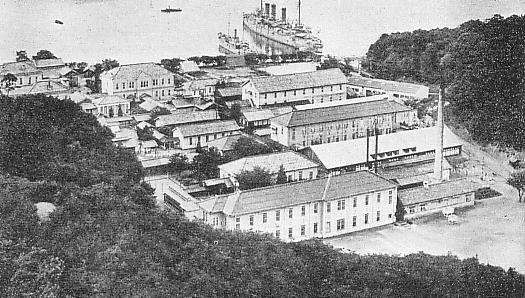
1930年左右的海军机关学校

1942年11月，日本海军终于推行争论多年的兵机一体化政策，改变一直以来兵科与轮机科军官分别管理的情况，而轮机科军官也得以与兵科军官合并成为“军官”。1944年10月，机关学校改为海军兵学校舞鹤分校。而“海军机关学校”一名，则由原海軍工機學校继承。
战后的1945年（昭和20年）11月30日，舞鹤分校闭校。美国陆军第133步兵连进驻校区，原校址改名为舞鹤兵营。1955年（昭和30年）美军将营区归还予日方，1957年海上自衛隊舞鹤地方总监部从原址（舞鹤水交社旧址）迁至机关学校旧址。

## 课程
海军机关学校的目标是为日本海军培养轮机方面的人才。轮机人员在海上时指挥轮机科员、负责轮机设备运作；在陆地上则是研究、设计、制造轮机设备、飞机；对轮机科员进行教育；从事燃料、材料等的生产、供给、研究、调查等等工作。
机关学校的主要科目包括：军用轮机（军用蒸汽机、内燃机、电动机以及其他等），轮机设计和制图（设计、作图、素描），军制及兵学（军制、兵术、炮术、航海术、运用术（日本海军内指如何使用各种舰艇设备）、水雷术、通信术）、精神科学、数学、基础物理及基础化学、应用力学、热力学、电学、航空理论、船体、外语（主修英语，选修德语或者法语；1944年的一本小册子提到还有汉语）、乘舰实习。
学校为了锻炼学生的体魄和精神，还利用学校附近的山地，开展冬季滑雪运动，以加强学生在寒冷地区的适应能力。此外也举行橄榄球赛。

## 毕业去向
学生从机关学校毕业后即成为海军轮机少尉候补生（日语：海軍機関少尉候補生），进行一次远洋航行。这次远洋航行结束后，又要在舰队生活大约半年，才能正式成为海军轮机少尉。
此后海军会挑选海军轮机中尉和海军轮机大尉前往海軍工機學校学习高等科；有志于潜艇或者航空技术者，可以到各潜水学校或者航空队接受高等专科教育。海军轮机大尉还能以轮机学生的身份到到海軍大學校学习。此外，可以到东京外国语学校学习语言，或者到海军大学校、帝國大學研习专门的学科（如航空学、机械工程学、电气工程学、冶金、地质、采矿、化学、劳动关系、造船学、船用引擎等等）。也有部分人到海外进行留学。